# Willian Popp
Pour les articles homonymes, voir Popp.
Willian Popp est un footballeur brésilien né le 13 avril 1994 à Joinville. Il évolue au poste d'attaquant.

## Biographie
Il joue un match en Copa Sudamericana et 25 matchs en première division brésilienne avec le club de Joinville.
Il inscrit 18 buts en deuxième division sud-coréenne en 2016.